# Dali universe
 (janvier 2022).
Si vous disposez d'ouvrages ou d'articles de référence ou si vous connaissez des sites web de qualité traitant du thème abordé ici, merci de compléter l'article en donnant les références utiles à sa vérifiabilité et en les liant à la section « Notes et références ».

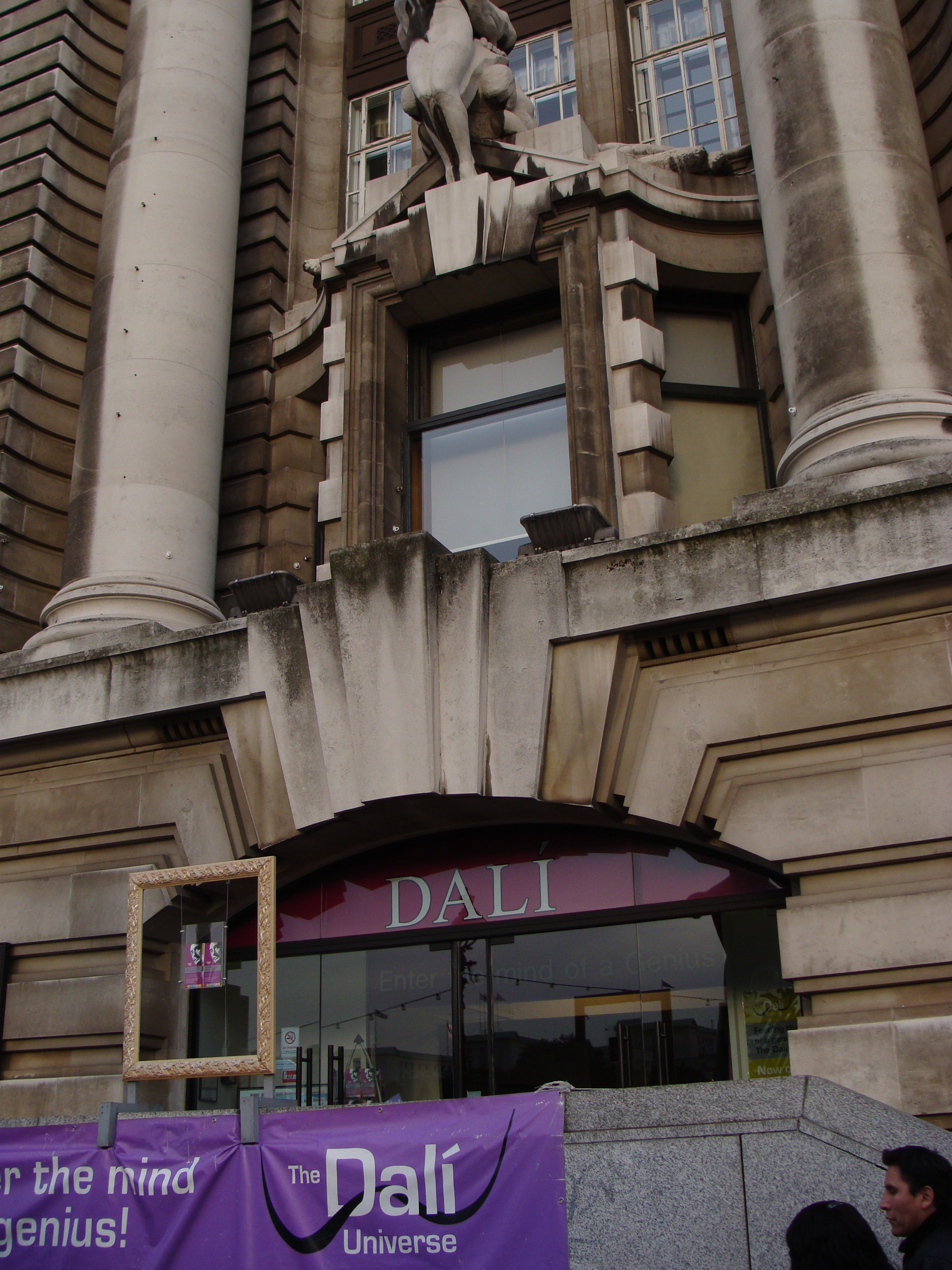
L'ancienne entrée de léxposition Dalí Universe dans le Comté de Hall

Le Dalí Universe est une collection d'œuvres d'art et des sculptures en bronze de Salvador Dalí. La collection tours et les œuvres sont régulièrement exposés à des endroits dans tout le monde. L'exposition présente des sculptures en bronze, des livres illustrés, de sculptures en pâte de verre produites avec la Cristallerie Daum et des objets et sculptures d'or. La dernière exposition internationale a été tenue à Beijing, en Chine au cours de 2018. Le dernier spectacle Européen a eu lieu à Liège, en Belgique, en 2016.
Le Dalí Universe a un musée permanent de l'emplacement dans Paris, France, Dali Paris.
Le président et conservateur du Dalí Universe est Beniamino Levi.
Le nom Dalí Universe a d'abord été utilisé à une exposition semi-permanente d'œuvres d'art de Salvador Dalí sur la Rive Sud, Londres, Royaume-Uni du 2000 à 2010.

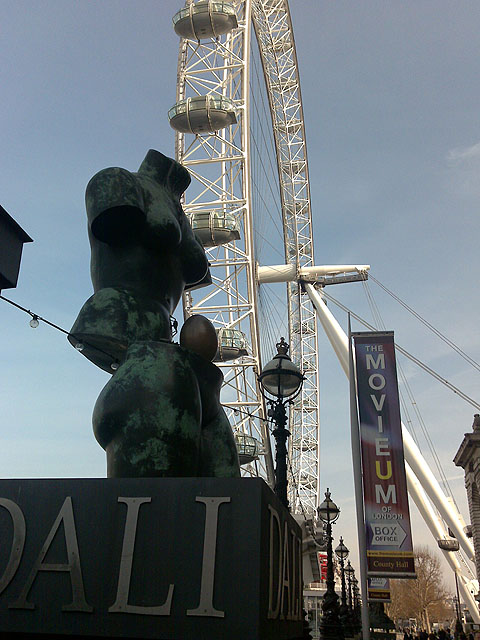
La Vénus Spatiale (1977-1984)
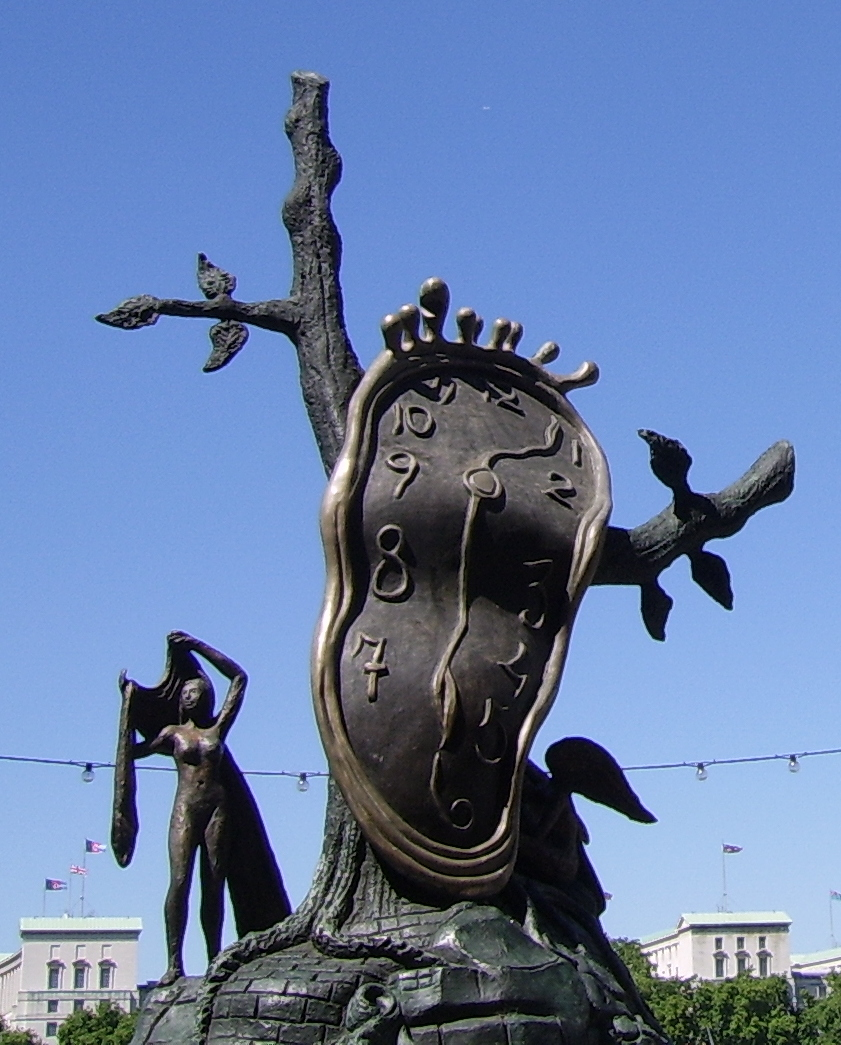
La Noblesse du Temp (1977-1984)
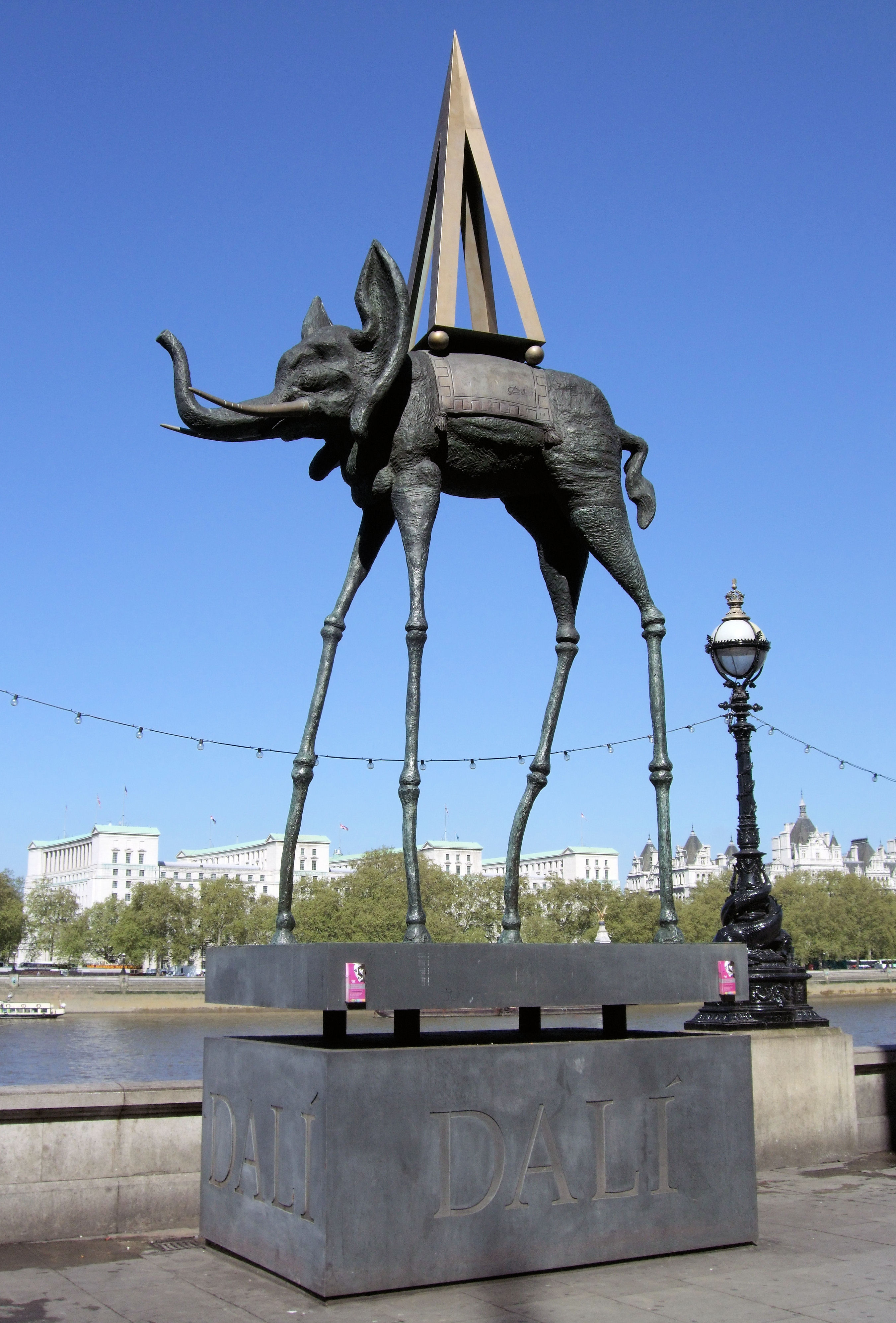
L'Éléphant Spatial (1980)